# Lucius Marcius Philippus (consul en -91)
Pour les articles homonymes, voir Lucius Marcius Philippus.
Lucius Marcius Philippus est un homme politique du Ier siècle av. J.-C. de la République romaine, consul puis censeur.

## Biographie
Il se marie avec Claudia et a deux fils : Lucius Marcius Philippus, second mari d'Atia, la nièce maternelle de César et mère d'Octave) et Gellius Publicola (adopté).
La carrière politique implique au préalable d'avoir servi dans l'armée, mais Cicéron précise que Philippus n'obtint jamais le grade de tribun militaire.
En 104 av. J.-C., il est tribun de la plèbe, il propose une loi agraire, dont le contenu est perdu mais critiqué par Cicéron, qui qualifie de démagogique son argument « qu'il n'y avait pas à Rome 2 000 hommes qui possédaient un bien ». Le seul point positif que Cicéron lui concède, c'est de ne pas s'être obstiné lorsque son projet fut rejeté.
En 100 av. J.-C., il fait partie de la mobilisation sénatoriale contre les insurgés Saturninus et Glaucia,.
En 94 av. J.-C., il est battu aux élections consulaires pour l'année suivante par Marcus Herennius, malgré ses relations et son éloquence supérieure.
En 91 av. J.-C., il est consul avec Sextus Julius Caesar. Lors de son consulat, Philippus a recommandé au Sénat de réclamer l'Égypte, qui aurait été léguée par testament au peuple romain. Durant cette année, le tribun de la plèbe Marcus Livius Drusus fait une loi au sujet de la distribution du blé et la création de colonies en Italie et en Sicile, empiétant sur les terres publiques des alliés de Rome, empiètement compensé par l'octroi de la citoyenneté romaine à ces alliés. Drusus a au début la pleine confiance du sénat, essayant par ses mesures de réconcilier le peuple à la partie sénatoriale. Marcius s'oppose violemment à Drusus, fait rejeter le projet de Drusus et casser toutes les lois qu'il a précédemment fait voter. Durant des débats il est blessé et évacué du Sénat par les partisans de Drusus. Drusus en profite pour faire passer ses lois. Mais l'assassinat de Drusus à son domicile déclenche la Guerre sociale qui dévaste l'Italie de 91-88 av. J.-C..
En 86 av. J.-C., il est censeur avec Marcus Perperna. Le parti populaire est au pouvoir avec les consuls Cinna et Marius, les censeurs renouvellent le Sénat en intégrant des membres de la tendance populaire. Philippus radie du Sénat son propre oncle Appius Claudius, partisan de Sylla,. Durant la période de pouvoir de Cinna, de 86 à 84 av. J.-C., Philippus reste neutre à Rome, bien que Cicéron mentionne qu'il était un partisan de Sylla. Lorsqu'en 83 av. J.-C. la guerre civile reprend entre marianistes et Sylla, Philippus choisit son camp, il devient légat de Sylla et s'empare de la Sardaigne, province stratégique pour l'approvisionnement en blé.
Après la mort de Sylla, il fait obstacle à des tentatives de changer des lois de Sylla. Puis il soutient Gnaeus Pompeius.
Il était l'un des orateurs les plus distingués de son temps : Cicéron le classe juste après Marcus Antonius l'Orateur et L. Licinius Crassus, les deux grands ténors à la charnière du IIe siècle, mais loin derrière eux. Sa réputation a continué au siècle d'Auguste, sans doute aidée par le mariage de son fils avec la mère du premier princeps.